# Discocalyx
Discocalyx är ett släkte av viveväxter. Discocalyx ingår i familjen viveväxter.

## Dottertaxa tillDiscocalyx, i alfabetisk ordning[1]
- Discocalyx albiflora
- Discocalyx amplifolia
- Discocalyx angustifolia
- Discocalyx angustissima
- Discocalyx brachybotrya
- Discocalyx brassii
- Discocalyx camptobotrys
- Discocalyx crinita
- Discocalyx cybianthoides
- Discocalyx dissecta
- Discocalyx effusa
- Discocalyx euphlebia
- Discocalyx filipes
- Discocalyx fusca
- Discocalyx hymenandroides
- Discocalyx insignis
- Discocalyx kaoyae
- Discocalyx ladronica
- Discocalyx latepetiolata
- Discocalyx leytensis
- Discocalyx linearifolia
- Discocalyx listeri
- Discocalyx longifolia
- Discocalyx luzoniensis
- Discocalyx macrophylla
- Discocalyx maculata
- Discocalyx megacarpa
- Discocalyx merrillii
- Discocalyx mezii
- Discocalyx micrantha
- Discocalyx mindanaensis
- Discocalyx minor
- Discocalyx montana
- Discocalyx orthoneura
- Discocalyx pachyphylla
- Discocalyx palauensis
- Discocalyx palawanensis
- Discocalyx papuana
- Discocalyx perseifolia
- Discocalyx phanerophlebia
- Discocalyx philippinensis
- Discocalyx ponapensis
- Discocalyx psychotrioides
- Discocalyx pygmaea
- Discocalyx samarensis
- Discocalyx sarcophylla
- Discocalyx schlechteri
- Discocalyx sessilifolia
- Discocalyx silvestris
- Discocalyx stenophylla
- Discocalyx subsinuata
- Discocalyx suluensis
- Discocalyx tecsonii
- Discocalyx vidalii
- Discocalyx xiphophylla